# Foot Ball Club Torino 1909-1910
Questa voce raccoglie le informazioni riguardanti il Foot Ball Club Torino nelle competizioni ufficiali della stagione 1909-1910.

## Rosa
| N. |                     | Ruolo | Calciatore              |
| -- | ------------------- | ----- | ----------------------- |
|    | Svizzera (bandiera) |       | Karl Aegli              |
|    | Svizzera (bandiera) | P     | Karl Arbenz             |
|    | Svizzera (bandiera) | C     | Enrico Bachmann I       |
|    | Svizzera (bandiera) |       | Friedrich Bollinger (c) |
|    | Italia (bandiera)   |       | Pierluigi Caldelli      |
|    | Italia (bandiera)   |       | Carlo Capra II          |
|    | Italia (bandiera)   |       | Enrico Debernardi I     |
|    | Italia (bandiera)   |       | Carlo De Marchi         |
|    | Italia (bandiera)   |       | Follis                  |

| N. |                        | Ruolo | Calciatore                 |
| -- | ---------------------- | ----- | -------------------------- |
|    | Svizzera (bandiera)    |       | Geisser                    |
|    | Italia (bandiera)      |       | Ettore Ghiglione           |
|    | Irlanda (bandiera)     | C     | Matts Kunding              |
|    | Svizzera (bandiera)    |       | Georges Lang               |
|    | Italia (bandiera)      |       | Vittorio Morelli di Popolo |
|    | Italia (bandiera)      |       | Guglielmo Moschino         |
|    | Inghilterra (bandiera) |       | Arthur Rodgers             |
|    | Italia (bandiera)      |       | Giacomo Zuffi I            |
|    | Italia (bandiera)      |       | Enea Zuffi II              |

## Risultati

### Prima Categoria
| Arbitro: | G.Gama (Milano) |

|                        |           |          |
| Lang Ghiglione Zuffi I | Marcatori | Balbiani |

| Arbitro: | V.Pedroni (Milano) |

|                     |           |      |
| Pizzi Sardi Varisco | Marcatori | Lang |

| Arbitro: | Radice (Milano) |

|               |           |  |
| Frey Barberis | Marcatori |  |

| Arbitro: | Malvano (Torino) |

|                                          |           |                           |
| Lang 10’, 85’, 55’, 53’, 78’ Zuffi I 84’ | Marcatori | 3’ De Vecchi 64’ Barbieri |

| Arbitro: | Goodley (Torino) |

|                            |           |                                  |
| Zuffi 44’ Rodgers 48’, 71’ | Marcatori | 10’ Engler 16’, 18’, 66’ Capra I |

| Arbitro: | Hug (Genova) |

|                               |           |                |
| Sardi Brunello Calì .’ (rig.) | Marcatori | .’ (rig.) Lang |

| Arbitro: | G.Gama (Milano) |

|                                             |           |  |
| Lang Morelli di Popolo Debernardi I Geisser | Marcatori |  |

| Arbitro: | Malvano (Torino) |

|                                                 |           |                                          |
| Lang 12’, 53’, 65’ Geisser 33’ Debernardi I 46’ | Marcatori | 6’, 45’ Elliott 45’ Marassi 74’ Crocco I |

| Arbitro: | Malvano (Torino) |

|                                                     |           |       |
| Lang Morelli di Popolo Debernardi I Rodgers Geisser | Marcatori | Sardi |

| Arbitro: | Meazza (Milano) |

|                      |           |                             |
| Lang 49’, 55’ (rig.) | Marcatori | 8’, 11’, 59’, 89’ Rampini I |

| Arbitro: | Goodley (Torino) |

|  |           |          |
|  | Marcatori | 30’ Lang |

| Torino 20 febbraio 1910 12ª giornata | Torino | 2 – 0 | Ausonia |  |

| Genova 27 febbraio 1910 13ª giornata | Genoa         | 0 – 0 | Torino | Campo sportivo di Ponte Carrega\| Arbitro: \| Calì (Genova) \| |
| Arbitro:                             | Calì (Genova) |       |        |                                                                |

| Arbitro: | G.Gama (Milano) |

|  |           |                     |
|  | Marcatori | .’ (aut.) De Vecchi |

| Arbitro: | Goodley (Torino) |

|                   |           |                            |
| Peterly I Schuler | Marcatori | Morelli di Popolo Capra II |

| Gorla Primo 17 aprile 1910 16ª giornata | Ausonia | 0 – 2 | Torino |  |

| Arbitro: | Goodley (Torino) |

|  |           |         |
|  | Marcatori | Schmidt |

## Statistiche

### Statistiche di squadra
| Competizione    | Punti | In casa | In casa | In casa | In casa | In casa | In casa | In trasferta | In trasferta | In trasferta | In trasferta | In trasferta | In trasferta | Totale | Totale | Totale | Totale | Totale | Totale | DR  |
| Competizione    | Punti | G       | V       | N       | P       | Gf      | Gs      | G            | V            | N            | P            | Gf           | Gs           | G      | V      | N      | P      | Gf     | Gs     | DR  |
| --------------- | ----- | ------- | ------- | ------- | ------- | ------- | ------- | ------------ | ------------ | ------------ | ------------ | ------------ | ------------ | ------ | ------ | ------ | ------ | ------ | ------ | --- |
| Prima Categoria | 17    | 8       | 5       | 0       | 3       | 34      | 14      | 8            | 3            | 1            | 4            | 9            | 16           | 16     | 8      | 1      | 7      | 43     | 30     | +13 |

### Statistiche dei giocatori
| Giocatore       | Prima Categoria | Prima Categoria |
| Giocatore       | Presenze        | Reti            |
| --------------- | --------------- | --------------- |
| K. Aegli        | 2               | 0               |
| K. Arbenz       | 14              | -30             |
| E. Bachmann I   | 7               | 0               |
| F. Bollinger    | 13              | 0               |
| P. Caldelli     | 1               | 0               |
| C. Capra II     | 13              | 1               |
| E. Debernardi I | 14              | 2               |
| D. Marchi       | 4               | 0               |
| Follis          | 1               | 0               |
| Geisser         | 10              | 4               |
| E. Ghiglione    | 12              | 1               |
| Kunding         | 13              | 0               |
| G. Lang         | 14              | 19              |
| M. di Popolo    | 14              | 4               |
| G. Moschino     | 1               | 0               |
| A. Rodgers      | 12              | 4               |
| G. Zuffi I      | 5               | 3               |
| E. Zuffi II     | 4               | 0               |